# BORSCHT

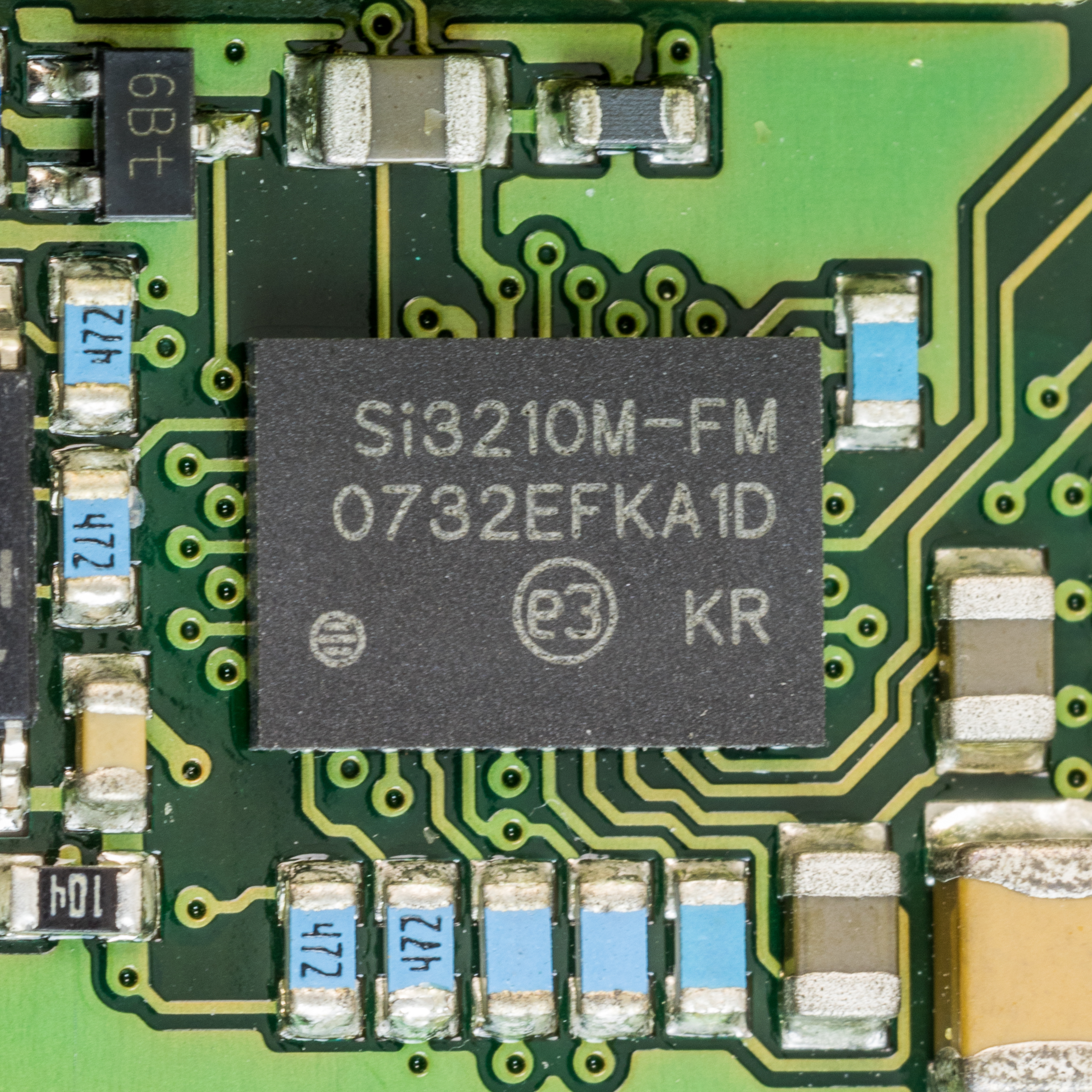

BORSCHT란 디지털 교환기의 가입자 정합장치가 제공하는 기본적인 기능들을 나타내는 용어로서, 기능을 나타내는 영어 단어들의 앞글자를 따서 만든 약자이다.
- Battery Feed(전류 공급) : 통화 전류를 공급하는 기능
- Over Voltage(과전압) : 과전압으로부터 장치를 보호하는 기능
- Ringing(신호) : 신호 전류를 공급하는 기능
- Supervision(감독) : 가입자의 상태를 감시하는 기능
- Codec & Filter(코덱과 필터) : A/D, D/A 등 신호를 변환하는 기능
- Hybrid(혼성) : 2/4, 4/2 선을 변환하는 기능
- Test Access(테스트 접근) : 테스트 접근을 지원하는 기능

## 같이 보기
- 코덱